# Sheila Ryan (1921)
Sheila Ryan (Topeka, 8 juni 1921 – Las Vegas, 4 november 1975) was een Amerikaans actrice.
Ryan huwde in 1945 met Allan Lane en hertrouwde in 1952 met Maxwell Emmett Buttram. Ze overleed aan een longaandoening.

## Filmografie
- Biblioteca Nacional de España: XX5009466
- Bibliothèque nationale de France: cb14698529n (data)
- Gemeinsame Normdatei: 1281133272
- International Standard Name Identifier: 0000 0000 8146 7219
- Library of Congress Control Number: no90017619
- Système universitaire de documentation: 124796478
- Trove: 1305342
- Virtual International Authority File: 66729152
- WorldCat: E39PBJfrMFGTd3Yp49HxJQkv73